# Walther (cràter)
|  | No s'ha de confondre amb Walter, un petit cràter proper a Diophantus. |

Walther és un antic cràter d'impacte situat a la regió de les terres altes de sud de la Lluna. S'uneix a la vora occidental al cràter Deslandres. A nord-est es troba Aliacensis, i unit a la vora sud-est es localitza Nonius, caracteritzat per la seva forma irregular.

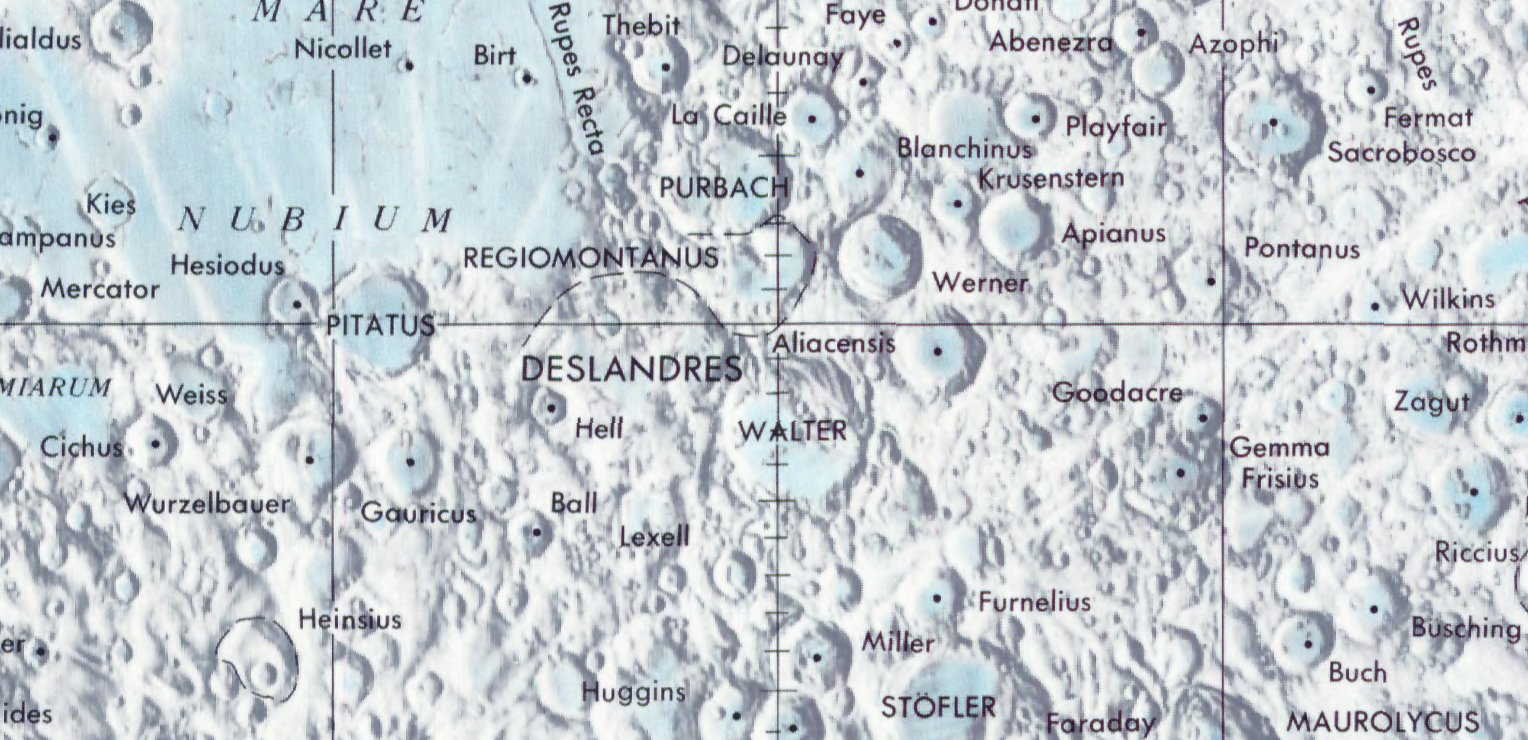
Localització de Walther (centre de la imatge). Curiosament, en aquest mapa de la NASA, el cràter figura retolat com «Walter» (sic)
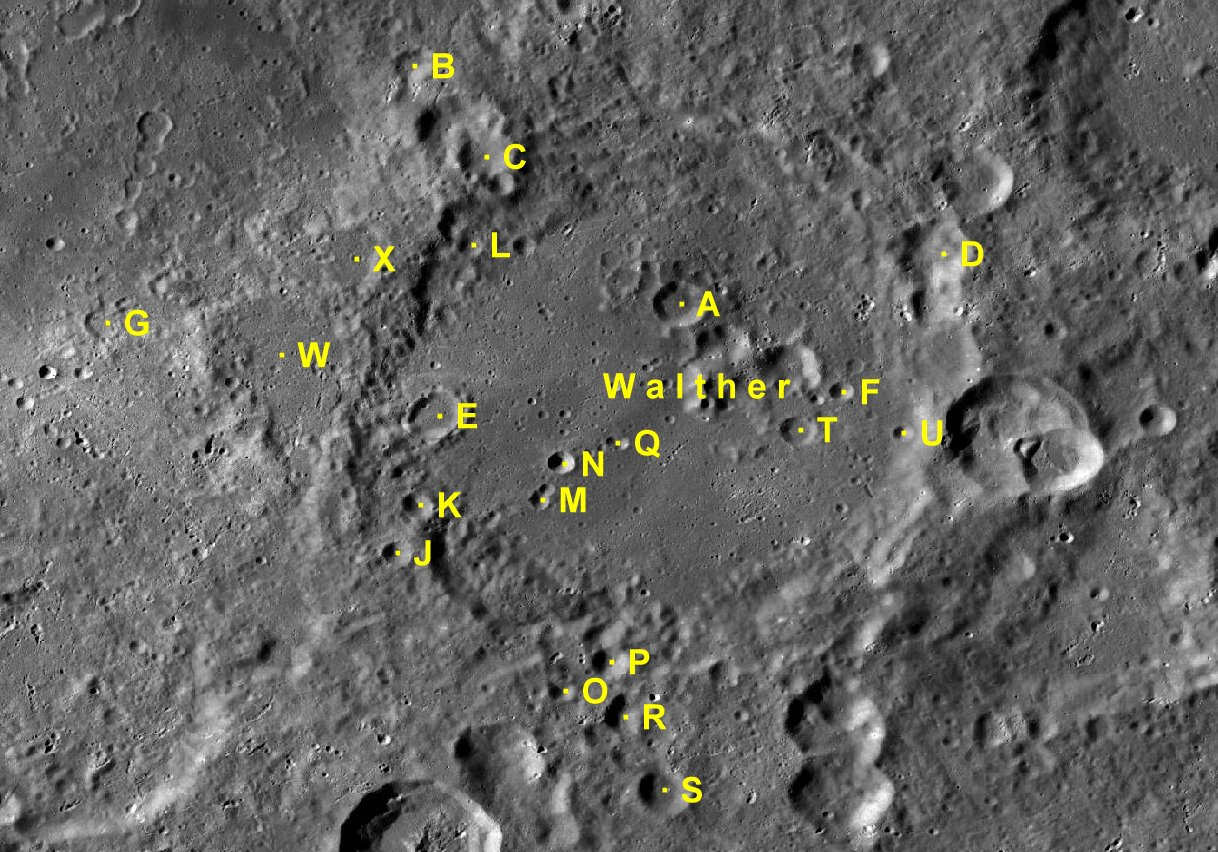
Cràters satèl·lit
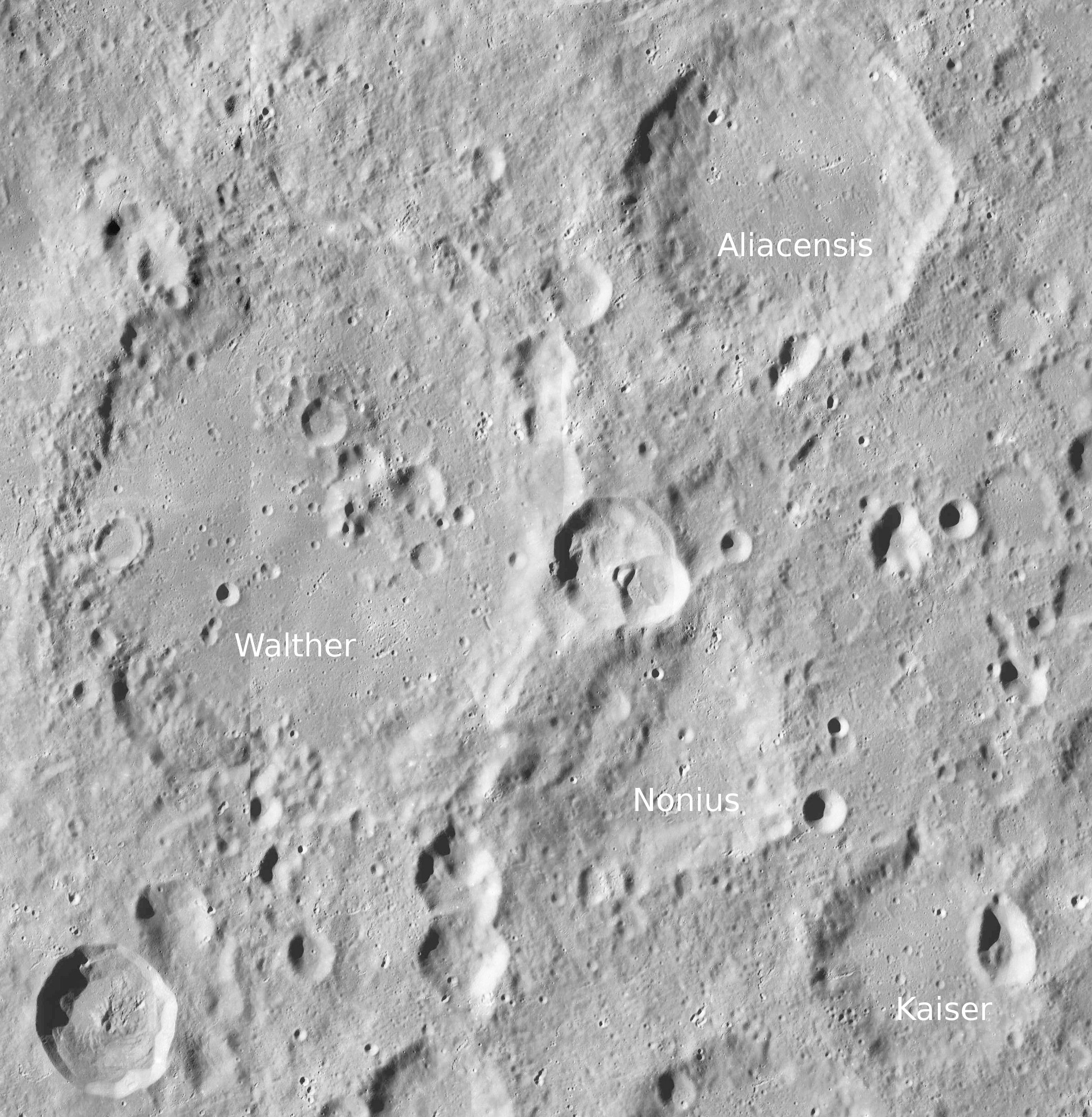
Fotografia de la missió Lunar Reconnaissance Orbiter

La vora de Walther és complex, molt erosionat i incís per impactes menors. La paret conserva una forma aproximadament circular, però gran part del seu relleu s'ha desgastat i presenta un petit sortint amb forma de protuberància en la vora occidental. El sòl ha ressorgit després de l'impacte original, deixant la meitat sud-oest relativament pla. En el quadrant nord-oest posseeix un pic central que ha quedat desplaçat, desgastat i impactat per diversos petits cràters.

## Noms
Walther rep el nom de l'astrònom alemany Bernhard Walther. Com molts dels cràters de la cara visible de la Lluna, va ser nomenat en la forma llatina, «Valtherus» per Giovanni Riccioli; el sistema de nomenclatura de 1651 posteriorment es va estandarditzar. Cartògrafs lunars anteriors li havien donat diversos noms: al mapa de Michael van Langren de 1645 figura com «Caroli I Reg. Britt.», en honor del rei Carles I d'Anglaterra, i Johannes Hevelius el va agrupar amb Purbach i amb Regiomontanus com «Mons Libanus», més endavant anomenada «Serralada del Líban».

## Cràters satèl·lit
Per convenció aquests elements són identificats en els mapes lunars posant la lletra en el costat del punt central del cràter que està més proper a Walther.
| Walther | Coordenades                        | Diàmetre |
| ------- | ---------------------------------- | -------- |
| A       | 32° 24′ S, 0° 42′ E / 32.4°S,0.7°E | 12 km    |
| B       | 30° 30′ S, 1° 24′ O / 30.5°S,1.4°O | 9 km     |
| C       | 31° 12′ S, 0° 48′ O / 31.2°S,0.8°O | 14 km    |
| D       | 32° 00′ S, 2° 48′ E / 32.0°S,2.8°E | 18 km    |
| E       | 33° 18′ S, 1° 12′ O / 33.3°S,1.2°O | 13 km    |
| F       | 33° 06′ S, 2° 06′ E / 33.1°S,2.1°E | 6 km     |
| G       | 32° 30′ S, 3° 54′ O / 32.5°S,3.9°O | 8 km     |
| J       | 34° 24′ S, 1° 30′ O / 34.4°S,1.5°O | 7 km     |
| K       | 34° 06′ S, 1° 24′ O / 34.1°S,1.4°O | 7 km     |
| L       | 31° 54′ S, 0° 54′ O / 31.9°S,0.9°O | 5 km     |
| M       | 34° 00′ S, 0° 18′ O / 34.0°S,0.3°O | 5 km     |
| N       | 33° 42′ S, 0° 12′ O / 33.7°S,0.2°O | 6 km     |
| O       | 35° 36′ S, 0° 06′ O / 35.6°S,0.1°O | 6 km     |
| P       | 35° 24′ S, 0° 12′ E / 35.4°S,0.2°E | 9 km     |
| Q       | 33° 30′ S, 0° 18′ E / 33.5°S,0.3°E | 4 km     |
| R       | 35° 48′ S, 0° 24′ E / 35.8°S,0.4°E | 8 km     |
| S       | 36° 24′ S, 0° 36′ E / 36.4°S,0.6°E | 12 km    |
| T       | 33° 24′ S, 1° 48′ E / 33.4°S,1.8°E | 8 km     |
| U       | 33° 24′ S, 2° 42′ E / 33.4°S,2.7°E | 4 km     |
| W       | 32° 48′ S, 2° 30′ O / 32.8°S,2.5°O | 36 km    |
| X       | 32° 06′ S, 1° 54′ O / 32.1°S,1.9°O | 10 km    |